# L'illusione perfetta - Now You See Me: Now You Don't
L'illusione perfetta - Now You See Me: Now You Don't (Now You See Me: Now You Don't) è un film del 2025 diretto da Ruben Fleischer. È il terzo capitolo della saga dopo Now You See Me - I maghi del crimine (Now You See Me) e Now You See Me 2. Il film è prodotto da Bobby Cohen e Alex Kurtzman .

## Distribuzione
Now You See Me 3 verrà distribuito nelle sale cinematografiche degli Stati Uniti il 14 novembre 2025.

## Sequel
Nell'aprile 2025, durante la presentazione della Lionsgate al CinemaCon, è stato ufficialmente confermato che un quarto capitolo del franchise Now You See Me è in fase di sviluppo. Ruben Fleischer tornerà come regista.